# Стрічкоязичник козячий
Стрічкоязичник козячий, ремнепелюстник козячий (Himantoglossum caprinum) — вид трав'янистих рослин родини орхідні (Orchidaceae), поширений у центрально-східній і південно-східній Європі та в західній Азії.

## Опис
Багаторічна рослина 50–75 см заввишки. Рослина з цільними овальними бульбами, довгастими листками й великим (до 30–40 см завдовжки) нещільним багатоквітковим суцвіттям. Квітки білувато-зелені; листочки оцвітини складені шоломом; губа значно їх перевищує, з червонувато-фіолетовими цяточками, повисла, глибоко-3-лопатева; середня лопать довга, стрічкоподібна.
Цвіте у липні–серпні. Запилюється лише джмелями. Генеративні особини цвітуть через рік. Плодоносить у серпні–вересні. Розмножується насінням і вегетативно. Проростає лише в симбіозі з грибом. Проростки розвиваються під землею протягом 4–5 років. Зацвітає на 12–13-му році розвитку.

## Поширення
Поширений у центрально-східній і південно-східній Європі та в західній Азії.
В Україні вид зростає у світлих лісах, серед чагарників — у гірському Криму і на ПБК (ок. Ялти, мис Мартьян), рідко.

## Загрози й охорона
Загрозами є лісонасадження, інтенсивне випасання худоби, відмова від систем пасовищ і подальша конкуренція. Крім того, на вид впливає туризм та збір рослин.
Вид занесений до Червоної книги Україні (охоронний статус: вразливий вид), а також до Директиви Європейського Союзу 92/43/ЄС «Про збереження природних оселищ та видів природної фауни і флори» (Додаток II. Види рослин і тварин, що становлять особливий інтерес для Європейського Союзу, збереження яких потребує створення територій особливої охорони). В Україні охороняється в Кримському, «Мис Мартьян», Ялтинському гірсько-лісовому та Карадазькому ПЗ, заказниках загальнодержавного значення.